# 何松亭
何松亭（1901年6月2日—1986年2月25日），辽宁昌图县八面城镇何家洼子村人，辽宁大学首任校长。中国人民银行名称的倡议者。

## 生平
生于辽宁省昌图县八面城镇何家洼子村一个贫农家庭。11岁才上小学。小学毕业后到西安县（今辽源市西安区）裕盛祥银号当学徒。1921年到东三省官银号当练习生。在基督教青年会商业夜校读书。与在基督教青年会工作的进步青年郭尊三、苏子元、阎宝航等人接触，关系日益密切。这些人经常给他一些进步书刊阅读，他参加了青年会中进步青年组织的各种社会活动，如读书会、讲演会等。看不惯生活腐化的银行经理，与其关系日渐紧张，后来这个经理借故将他开除。1924年，何松亭经人介绍，到边业银行天津分行工作。1925年，调到边业银行奉天分行工作。又与基督教青年会取得了联系，继续参加商业夜校的学习和青年会中进步青年组织的各种社会活动。1926年初，友人寄给他一本中共地下刊物《红旗》，其内容是介绍马克思主义，研究各种社会问题，提出要反对帝国主义、反对封建主义、改造中国与世界等等。1926年3月，由郭尊三介绍，何松亭加入了中国共产党，成为沈阳较早的党小组--“满洲银行党小组”的成员，与高子升、巩天民、李玉阶、郭尊三等每周开一次小组会，一起学习马克思主义，并散发传单，张贴标语，开展党的秘密活动。1928年中共“六大”召开前，何松亭曾护送一批中共“六大”代表，途经东北由满洲里出境去莫斯科开会。经党组织同意，1929年考取东三省官银号官费留学生赴英国伦敦政治经济学院学习国际金融业务，联络中国留学生组织成立留英学生会，宣传中国共产党的主张。在他的影响下，发展了同学张为先、于炳然等在英国入党。转入英国共产党的汉语小组活动。1934年夏在伦敦银行学院修完学业，受中国共产党驻共产国际代表团派遣回东北联络地方组织，先在满洲中央银行奉天支行和总行工作。因未找到组织，1934年10月称病脱身，到天津市任边业银行科长、副经理、天津的河北省立法商学院和北平中国大学讲师身份开展工作。1935年春与中共北方局在天津做联络工作的南汉宸取得联系。此时任中共北方局联络局（局长王世英）副局长南汉宸郑重告诉他：“找到我就是找到党组织了，以后不要再乱找了。” 从此，何松亭便在南汉宸的领导下做联络工作。1936年夏天，何松亭受北方局委派，赴西安先后面见了杨虎城、张学良，做张、杨的团结抗日工作。
1937年春何松亭派妻子佟挽新回奉天了解情况，介绍在寻找党组织的、当时奉天“八王寺啤酒汽水公司”和“惠临火柴公司”等公司老板著名巨商张惠临的二公子张为先与南汉宸见面。南汉宸指示由何松亭单线领导张为先在东北组网，佟挽新作二人的交通员往返于北平与奉天之间。 
1931年12月入党的李时雨（黑龙江省巴彦县人）1932年4月间受组织派遣从华北潜回哈尔滨组织抗日武装，任哈尔滨抗联十三军副司令，与日军激战后撤回北平。1934年打入东北军，在西北剿总第四处任中尉办事员。西安事变后不久李时雨迅即撤离东北军到达天津。日军占天津后，李时雨滞留天津与组织失去联络，偶遇老同学于炳然，于炳然是在何松亭领导下工作，因此李时雨在何的领导下，奉命打入伪天津高等法院任检察官，职务便利经常往返京津之间秘密担任中共的地下交通工作。通过李时雨及其夫人孙静云的身份掩护，多次为冀中抗日根据地收藏、运送无线电台及机件。何松亭又交给时任伪天津高等法院书记长兼天津地方法院书记长李时雨营救共产党员冯骥在天津出狱。在何松亭的领导下，李时雨冒充国民党北方代表出席了汪精卫在上海秘密召开的伪“中国国民党第六次全国代表大会”。1940年3月30日,李时雨被任命为汪伪中央政治委员会法制专门委员会委员，取得了汪伪立法院长陈公博取得陈公博的“信任”和“重用”，搜集到的情报资料直接送何松亭。
1941年秋何松亭在北平发现被宪兵特务盯梢，脱身回到天津家中发现附近有人蹲坑监视，立即从邻居家的房门出逃，藏身“天津李允恪医院”改名换姓以患病住院名义隐藏了两个月左右。何松亭发现党组织在天津《益世报》上登寻人启事找他。何松亭按照事前约定去联络点传达室查信，在那里看到交通员给他写的信，得知党组织已决定派他去抗日根据地。1941年底离开天津赴晋察冀抗日根据地结束了15年地下生涯。先在在晋察冀分局社会部工作，后任晋察冀边区银行书记兼副经理。1947年四、五月间调到西柏坡筹备华北财经办事处。向华北财办副主任南汉宸建议筹建的华北大区银行叫做人民银行。1947年8月，华北财办成立，董必武任财办主任，华北财办副主任南汉宸兼任中国人民银行筹备处主任，何松亭为中国人民银行筹备处成员，负责人民币的印刷、调查研究各根据地的货币情况、研究接管国统区银行可能出现的问题，并筹集发行人民币的准备金。1949年初，调任天津军管会金融管理处处长、中国人民银行天津分行行长。1951年春筹建农业合作银行，任经理（行长）。1952年调中国人民银行总行金融管理处工作，后任总行教育司司长，创建银行干校。1956年下半年调东北财经学院任院长。1958年8月，沈阳师范学院、东北财经学院、俄语专科学校合并为辽宁大学，首任校长。1959年在反右倾运动中，何松亭调任东北工学院总务长。1964年，政治上重新甄别后，何松亭任国家轻工业部教育司司长。文革结束后任轻工业部教育司顾问（副部长级）。